# کورتیس جونز (بازیکن فوتبال)
کورتیس جولیان جونز (انگلیسی: Curtis Julian Jones؛ زادهٔ ۳۰ ژانویهٔ ۲۰۰۱) بازیکن فوتبال اهل انگلستان است.
از باشگاه‌هایی که در آن بازی کرده است می‌توان به باشگاه فوتبال لیورپول اشاره کرد.
وی همچنین در تیم‌های ملی فوتبال تیم ملی فوتبال زیر ۱۶ سال انگلستان، زیر ۱۷ سال انگلستان، زیر ۱۸ سال انگلستان، و زیر ۱۹ سال انگلستان بازی کرده است.

## عملکرد باشگاهی
جونز پس از بزرگ شدن در مرکز لیورپول، در سن نه سالگی به لیورپول پیوست. جونز پس از اولین حضور خود در تیم زیر ۲۳ ساله‌ها در ژانویه ۲۰۱۸، اولین قرارداد حرفه ای خود را در تاریخ ۱ فوریه ۲۰۱۸ امضا کرد.
وی برای بازی در لیگ برتر برابر اورتون در تاریخ ۷ آوریل ۲۰۱۸ در ترکیب تیم لیورپول معرفی شد و بدون حضور در نیمکت نشینان قرار گرفت.
جونز در بازی‌های پیش‌فصل ۱۹–۲۰۱۸، نقش برجسته‌ای برای لیورپول به نمایش گذاشت. سرمربی یورگن کلوپ از مهارت‌های تحرک و دریبل او تقدیر کرد.
جونز اولین بازی تیم خود را در ۷ ژانویه ۲۰۱۹ در مرحله سوم جام حذفی مقابل ولورهمپتون واندرز انجام داد. دومین مسابقه رقابتی وی برای این باشگاه در تاریخ ۲۵ سپتامبر ۲۰۱۹ در بازی EFL Cup برابر میلتون کینز دونس برگزار شد و در آنجا وی به عنوان بهترین بازیکن مسابقه انتخاب شد.
او سپس در ضربات پنالتی EFL کاپ در بازی لیورپول مقابل آرسنال، پنالتی پیروزی را به ثمر رساند.
او اولین بازی لیگ برتر خود را در ۷ دسامبر ۲۰۱۹، به عنوان یار تعویضی، مقابل بورنموث انجام داد. در ۵ ژانویه سال ۲۰۲۰، جونز بخشی از یک تیم لیورپول بود که عمدتاً از نوجوانان و ذخیره‌ها تشکیل شده بود، توانستند اورتون را با نتیجه ۱ بر صفر در جام حذفی در آنفیلد شکست دهند و جونز با یک ضربه زیبا از ۲۰ متری موفق شد گل پیروزی و اولین گل خود برای این باشگاه را به ثمر برساند. در سن ۱۸ سال و ۳۴۰ روز، جونز جوانترین گلزن دربی مرسی ساید است از زمانی که رابی فاولر در سال ۱۹۹۴ برای لیورپول گلزنی کرد.
در دور بعدی سه هفته بعد، او دوباره به گل تساوی ۲–۲ در بازی مقابل شروزبری تاون تبدیل کرد و به اولین نوجوانی تبدیل شد که در بازی‌های متوالی برای قرمزها از زمان رحیم استرلینگ در آوریل ۲۰۱۴ گلزنی کرد. در ۵ فوریه ۲۰۲۰، جونز در ۱۹ سال و ۵ روز به جوانترین کاپیتان لیورپول تبدیل شد- هنگامی که او جوانترین بازیکن تیم لیورپول با میانگین سنی ۱۹ سال و ۱۰۲ روز بود تا پیروزی ۱–۰ برابر شروزبری در بازی برگشت جام حذفی در آنفیلد را بدست آورد.

## عملکرد بین‌المللی
جونز در رده‌های سنی زیر ۱۶سال، زیر ۱۷سال، زیر ۱۸سال و زیر ۱۹سال عضو انگلیس بوده است و بازی و گل ملی نیز دارد.

## آمار بازی‌ها
| باشگاه               | فصل                                  | لیگ                      | لیگ  | لیگ | جام حذفی فوتبال انگلستان | جام حذفی فوتبال انگلستان | جام اتحادیه باشگاه‌های انگلستان | جام اتحادیه باشگاه‌های انگلستان | غیره | غیره | مجموع | مجموع |
| باشگاه               | فصل                                  | لیگ                      | بازی | گل  | بازی                     | گل                       | بازی                           | گل                             | بازی | گل   | بازی  | گل    |
| -------------------- | ------------------------------------ | ------------------------ | ---- | --- | ------------------------ | ------------------------ | ------------------------------ | ------------------------------ | ---- | ---- | ----- | ----- |
| لیورپول              | ۲۰۱۸–۱۹                              | لیگ برتر فوتبال انگلستان | ۰    | ۰   | ۱                        | ۰                        | ۰                              | ۰                              | ۰    | ۰    | ۱     | ۰     |
| لیورپول              | باشگاه فوتبال لیورپول در فصل ۲۰–۲۰۱۹ | لیگ برتر فوتبال انگلستان | ۶    | ۱   | ۴                        | ۲                        | ۲                              | ۰                              | ۰    | ۰    | ۱۲    | ۳     |
| لیورپول              | ۲۰۲۰-۲۱                              | لیگ برتر فوتبال انگلستان | ۲    | ۰   | ۰                        | ۰                        | ۲                              | ۲                              | ۱    | ۰    | ۵     | ۲     |
|                      |                                      |                          |      |     |                          |                          |                                |                                |      |      |       |       |
| مجموع بازی‌های حرفه‌ای | مجموع بازی‌های حرفه‌ای                 | مجموع بازی‌های حرفه‌ای     | ۸    | ۱   | ۵                        | ۲                        | ۶                              | ۲                              | ۱    | ۰    | ۱۸    | ۲     |

یادداشت‌ها
1. ^ حضور در جام لیگ فوتبال انگلستان.

## افتخارات
لیورپول
- جام باشگاه‌های فوتبال جهان: قهرمان ۲۰۱۹[۲۱]

انفرادی
- بهترین بازیکن مسابقات «جام زنجیر» امارات متحده عربی: ۲۰۱۹[۲۲]